# Savigny (Haute-Marne)
Savigny [saviɲi] ist eine französische Gemeinde mit 58 Einwohnern (Stand 1. Januar 2022) im Département Haute-Marne in der Region Grand Est. Sie gehört zum Arrondissement Langres und zum Kanton Chalindrey.

## Lage
Die Gemeinde Savigny liegt im Südosten des Plateaus von Langres etwa in der Mitte zwischen Langres und Vesoul. Sie ist umgeben von folgenden Nachbargemeinden:
|             | Pressigny                                   |          |
| Genevrières | Kompassrose, die auf Nachbargemeinden zeigt | Voncourt |
| Gilley      |                                             | Valleroy |

## Bevölkerungsentwicklung

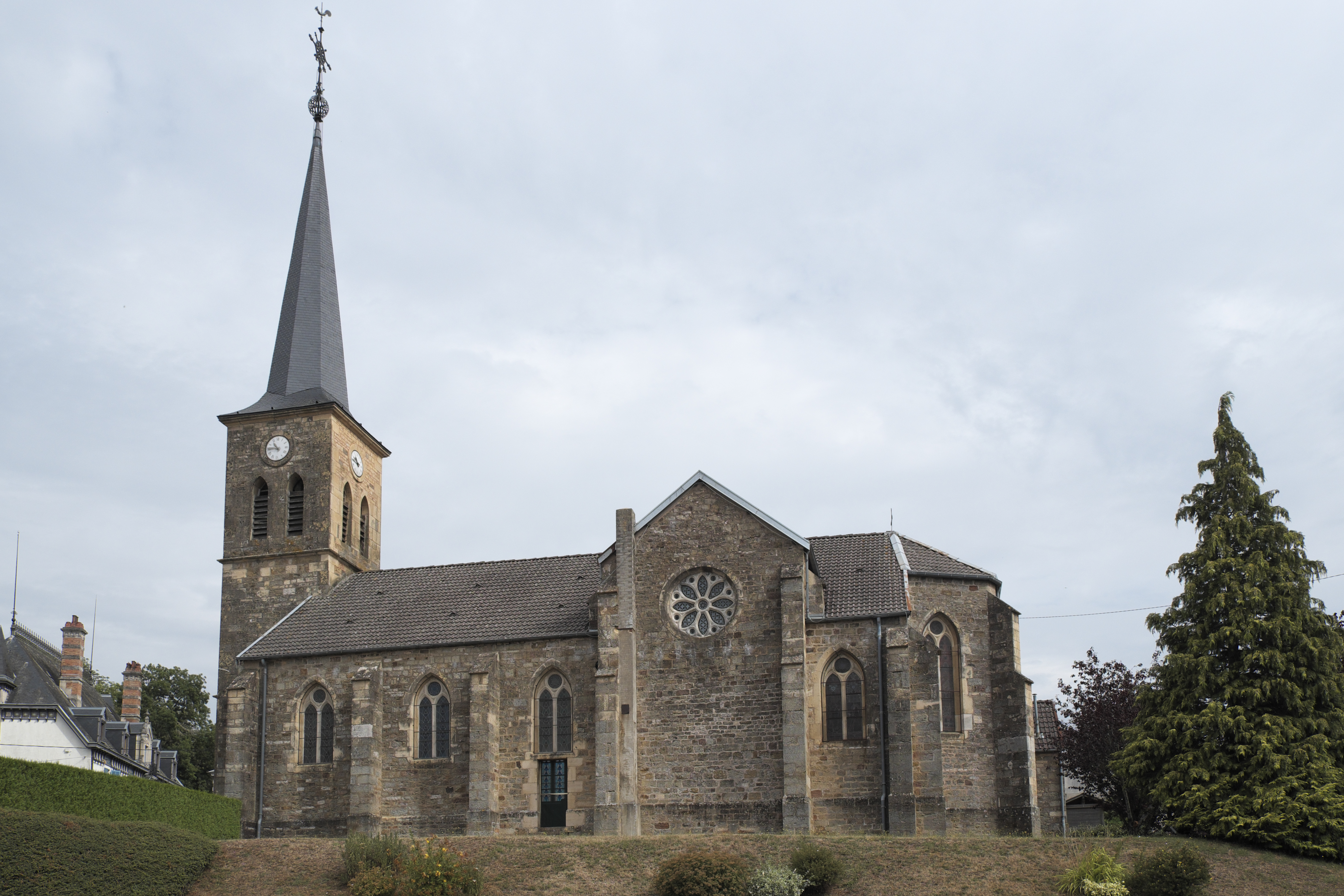
Kirche Saint-Maurice

| Jahr                       | 1962 | 1968 | 1975 | 1982 | 1990 | 1999 | 2008 | 2018 |
| -------------------------- | ---- | ---- | ---- | ---- | ---- | ---- | ---- | ---- |
| Einwohner                  | 139  | 137  | 111  | 96   | 70   | 59   | 54   | 59   |
| Quellen: Cassini und INSEE |      |      |      |      |      |      |      |      |

## Sehenswürdigkeiten
- Kirche Saint-Maurice
- Friedhofskreuz aus dem 18. Jahrhundert, seit 1929 als Monument historique eingeschrieben